# Taisha (canton)
Taisha est un canton d'Équateur situé dans la province de Morona-Santiago.